# Manio Acilio Aviola (cónsul 122)
Manio Acilio Aviola (en latín, Manius Acilius Aviola) fue un senador romano de los siglos I y II que desarrolló su carrera política bajo los imperios de Trajano y Adriano. 

## Familia
Era hijo de Manio Acilio Aviola, consul suffectus en 82, bajo Domiciano, y nieto de Manio Acilio Aviola, consul ordinarius en 54, bajo Claudio, fallecido muy anciano en 97.

## Carrera
En 122, bajo Adriano, fue consul ordinarius junto con Lucio Corelio Neracio Pansa.